# Michael-Hubertus von Sprenger
Michael-Hubertus von Sprenger (* 7. November 1940 in Breslau, Schlesien) ist ein deutscher Jurist und Rechtsanwalt. Seine Kanzlei hat ihren Sitz in München. Größere Bekanntheit erlangte er, als er sich im April 2016 vom türkischen Staatspräsidenten Erdoğan beauftragen ließ, diesen in der Böhmermann-Affäre vor deutschen Gerichten zu vertreten. Zuvor war er schon durch die Vertretung bekannter Rechtsextremisten, Holocaustleugner wie Gerhard Frey, David Irving und Jürgen Elsässer sowie als Rechtsanwalt von Millî Görüş größer in Erscheinung getreten. 

## Studium und Ausbildung
Michael-Hubertus von Sprenger studierte Betriebswirtschaftslehre und Rechtswissenschaft an der Freien Universität Berlin und wurde 1962 Mitglied des Corps Palatia Bonn. Sein Erstes Juristisches Staatsexamen legte er an der Rheinischen Friedrich-Wilhelms-Universität Bonn ab; sein Referendariat und sein Zweites Juristisches Staatsexamen absolvierte er in München.

## Tätigkeit als Rechtsanwalt
Nach dem zweiten Staatsexamen war er zunächst in der Kreditabteilung einer Großbank tätig. Seit 1973 arbeitet er als Rechtsanwalt. 1975 gründete er gemeinsam mit Hans-Viktor von Lavergne die Kanzlei Rechtsanwälte von Sprenger und Kollegen. Die Kanzlei trägt heute den Namen Rechtsanwälte von Sprenger und von Lavergne.
Zu seinen Tätigkeitsschwerpunkten gehören Familienrecht, gewerbliches Mietrecht sowie Presse- und Medienrecht. Er war als Rechtsanwalt der vom Münchener Verleger Gerhard Frey geleiteten rechtsextremen Partei Deutsche Volksunion (die 2011 mit der NPD fusionierte), als Rechtsvertreter des Holocaustleugners David Irving, als Rechtsanwalt von Jürgen Elsässer im Elsässer-Ditfurth-Prozess sowie als Rechtsanwalt von Millî Görüş bei Unterlassungsklagen gegen die islamische Religionsgemeinschaft Berlin, den Freistaat Bayern und das Land Nordrhein-Westfalen tätig. 
Nachdem Götz George 1996 einen Bootsunfall erlitten hatte, beauftragte er von Sprenger damit, Schadenersatz und Schmerzensgeld zu erstreiten.

## Böhmermann-Affäre
Sprenger vertrat Erdoğan zeitweise in der Böhmermann-Affäre. Drei Monate nach der Mandatsübernahme scheiterte ein Putschversuch türkischer Militäreinheiten. Danach ließ Erdoğan tausende Türken (darunter viele Soldaten, Staatsanwälte, Richter und andere Staatsbedienstete) verhaften; vor dem Verfassungsreferendum in der Türkei am 16. April 2017 unterstellte er der Bundesregierung und anderen (darunter der niederländischen Regierung) Nazi-Methoden. Drei Wochen nach dem Referendum legte Sprenger sein Mandat nieder.

## Mitgliedschaften
Sprenger ist Mitglied im Beirat der Deutsch-Arabischen Gesellschaft.